# Elettromagnete

Rappresentazione di un elettromagnete

L'elettromagnete, chiamato anche elettrocalamita, è un elemento elettrotecnico costituito da un nucleo in materiale ferromagnetico (di solito ferro dolce) su cui è avvolto un solenoide, ovvero una bobina di molte spire di filo elettrico. Lo scopo dell'elettromagnete è di generare un campo magnetico da una corrente elettrica e si differenzia per questo dall'induttore, dove il fenomeno dell'induttanza è sfruttato per accumulare energia.
Il primo elettromagnete fu costruito nel 1824 dall'ingegnere britannico William Sturgeon (1783 - 1850), come diretta conseguenza delle relazioni tra correnti e magnetismo scoperte pubblicate da Hans Christian Ørsted del 1820. Un ruolo fondamentale nello studio e nello sviluppo di questo dispositivo elettrico si deve al fisico statunitense Joseph Henry . 

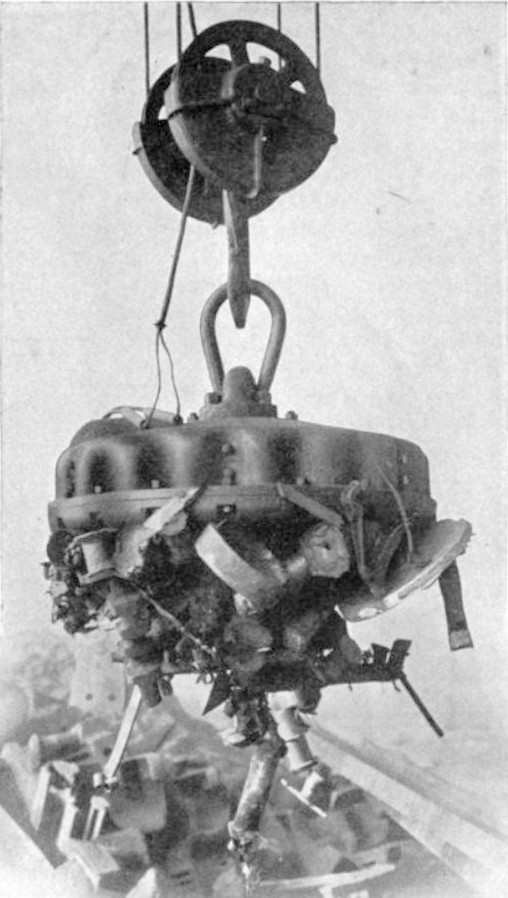
Elettromagnete usato per la raccolta del ferro, 1914 circa

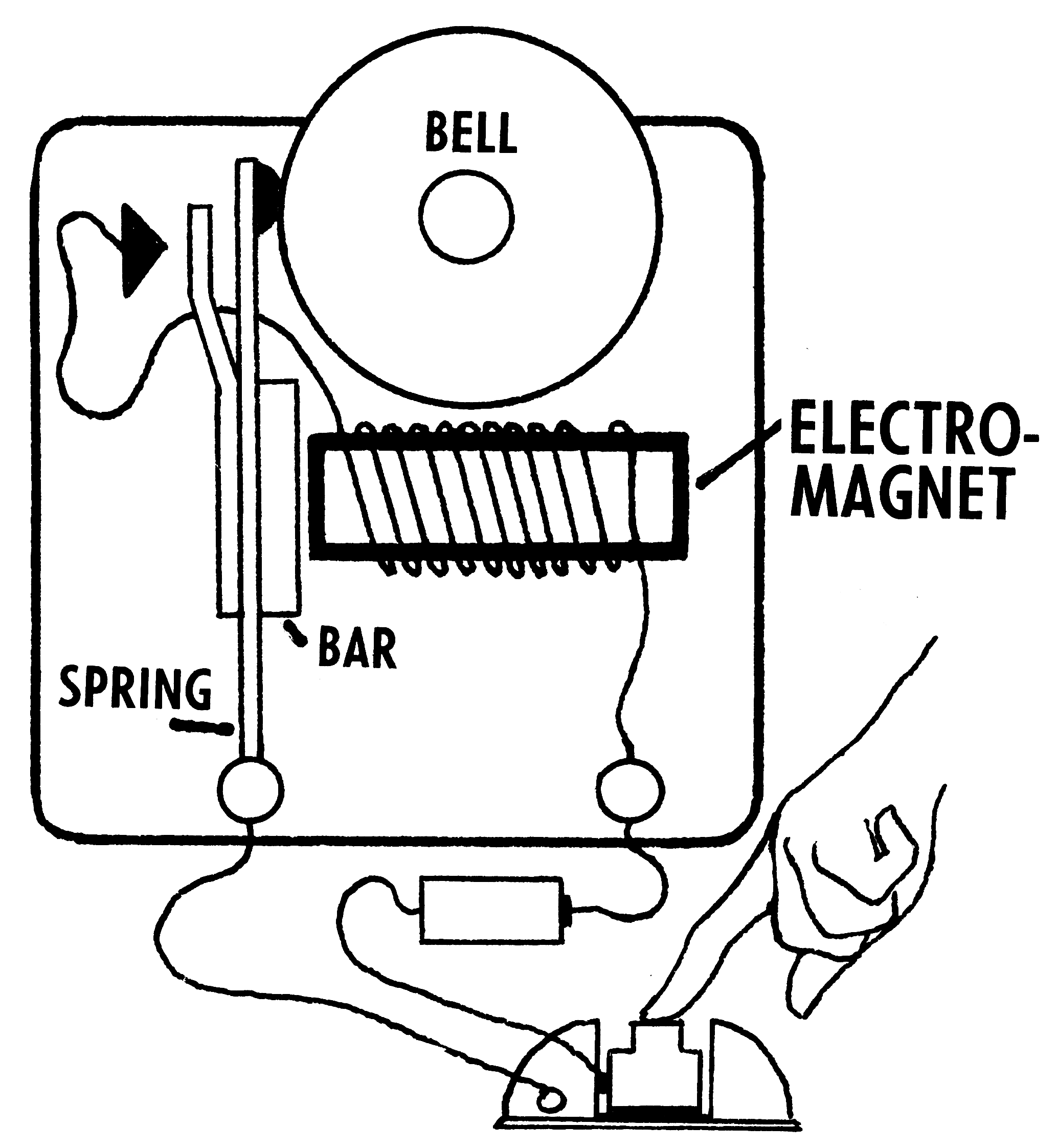
Elettromagnete usato come campanella

## Caratteristiche
L'intensità del campo magnetico generato può essere calcolata con le regole dell'induzione magnetica ed essenzialmente:
- è proporzionale al numero di spire che costituiscono l'avvolgimento, L'aumento del numero di spire e quindi della lunghezza del filo riduce però la corrente circolante (a parità di tensione) in conseguenza della legge di Ohm, per ovviare al problema si deve aumentare la sezione del filo in modo da diminuirne la resistenza elettrica
- è proporzionale alla corrente circolante nell'avvolgimento, l'attraversamento di corrente, genera calore prodotto per effetto Joule, bisogna quindi porvi rimedio con lo smaltimento.

Per quanto riguarda la forza sviluppata dal campo magnetico, la sua intensità diminuisce con il quadrato della distanza tra le parti, per questo l'elettromagnete è efficace solo a breve distanza.
Se la bobina è alimentata con una corrente variabile, il campo magnetico è a sua volta variabile e così la forza prodotta.
Questo è alla base del funzionamento dei comuni altoparlanti magnetodinamici.

Nel calcolo degli elettromagneti a correnti variabili si deve tenere conto anche dell'effetto dell'induttanza alle diverse frequenze.
Inoltre, per evitare la formazione di correnti parassite nel nucleo, questo è realizzato con sottili lamierini piuttosto che un blocco compatto, esattamente come nel trasformatore.

## Alte intensità di campo
In alcune applicazioni, come l'accelerazione  particelle elementari, levitazione magnetica, risonanza magnetica nucleare ed altro, è necessario avere a disposizione campi magnetici di intensità eccezionale.
Per questo scopo si utilizzano due categorie di elettromagneti:

### Super elettromagneti classici
Si tratta di elettromagneti costruiti con normali conduttori, ma per produrre campi intensi si devono superare alcuni problemi:
- il calore prodotto per effetto Joule può essere molto elevato, e viene smaltito utilizzando come cavi conduttori tubi in rame all'interno dei quali viene fatta scorrere acqua di raffreddamento. L'utilizzo di conduttori cavi è ottimale anche considerando l'effetto pelle che induce gli elettroni a muoversi sulla parte superficiale del cavo rendendo inutile la parte più interna.
- le forze elettromagnetiche repulsive tra le spire possono essere così intense da fare esplodere il solenoide. La costruzione deve quindi essere molto solida, con le spire tenute compresse da robusti bulloni e piastre metalliche.
- la saturazione dei materiali ferromagnetici pone un limite al campo massimo trasferibile da questi. Per questo motivo il campo magnetico prodotto da un super elettromagnete viene sfruttato direttamente nel cuore della bobina. Il campo prodotto all'interno della bobina può essere per brevi periodi anche molto più intenso di quello producibile con magneti superconduttori.

Per i motivi elencati gli elettromagneti non superconduttori sono adatti dove siano richiesti campi magnetici impulsivi, non permanenti.

### Elettromagneti superconduttori
Questi dispositivi si basano sul fenomeno della superconduttività per cui alcuni metalli perdono completamente la loro resistenza elettrica a temperature prossime allo zero assoluto, venendo così a mancare la perdita di energia per effetto Joule. Alcune leghe sono in grado di presentare lo stesso fenomeno a temperature più pratiche, intorno ai 100 K. Questi elettromagneti sono costituiti da una o più spire di cavo superconduttore immerse in un liquido refrigerante, nelle quali viene indotta un'elevatissima corrente, che poi permane per lungo tempo producendo un campo magnetico costante. L'intensità massima di campo magnetico producibile è di
diversi tesla, di solito fino a 15 o 20.
Il limite principale di questi sistemi è il campo magnetico stesso, che oltre una certa soglia provoca la scomparsa dell'effetto superconduttore.
Magneti superconduttori sono usati in acceleratori di particelle come l'LHC del CERN.

## Applicazioni
Il campo magnetico può essere impiegato:
- Direttamente, per esempio per deflettere particelle elettricamente cariche, come nel tubo catodico, negli acceleratori di particelle, nello spettrometro di massa (alcune gru utilizzano un potente elettromagnete per agganciare e sollevare rottami di ferro) ecc.
- Indirettamente, l'elettromagnete è più comunemente usato per produrre lavoro meccanico; in questo caso è associato ad una parte mobile, in materiale ferromagnetico, chiamata generalmente ancora. Il nucleo e l'ancora sono separati da uno spazio di aria chiamato traferro, quando è applicata corrente, il campo magnetico provoca un'attrazione tra i due elementi che tende a chiudere il traferro. La forza prodotta può svolgere diverse azioni: chiudere contatti elettrici nei relè, manovrare valvole nelle elettrovalvole, fare scattare serrature elettriche, muovere martelletti nei campanelli, spostare la testina degli hard disk, azionare gli aghi o le frizioni nelle stampanti, muovere le lancette degli strumenti di misura ecc.
Un altro esempio d'uso si ha nel campo delle serrature, dove l'elettromagnete viene usato per tenere una porta chiusa, garantendone però l'apertura in caso di mancanza di corrente.

### Elettromagneti applicati alle chiusure tecniche
Intorno al 1980, il campo magnetico derivante da un Elettromagnete cominciò ad essere utilizzato in edilizia e, più esattamente, nel campo dei serramenti di sicurezza.
Un'azienda svizzera cominciò a produrre un'elettrocalamita, di dimensioni e peso molto contenuti, che alimentata a bassa tensione (12 Vdc - 24 Vdc) sviluppava un campo magnetico capace di resistere ad una forza di alcune migliaia di newton. 
Questo elettromagnete veniva inserito in un carter di alluminio affinché potesse essere fissato al montante di un telaio di una porta. Sull'anta della porta stessa veniva fissata una piastra di ferro trattato che doveva essere attratta dall'elettromagnete. 
In questo modo la porta sarebbe stata tenuta chiusa dall'elettromagnete quando alimentato ma si sarebbe sicuramente aperta in mancanza di alimentazione.
Questa applicazione ebbe subito un grande successo nel campo delle uscite di emergenza perché garantiva una sicurezza contro l'effrazione senza utilizzare delle parti meccaniche ma, allo stesso tempo, assicurava l'apertura della porta, senza l'intervento umano, in caso di mancanza di corrente.
L'evoluzione di questo sistema ha portato il settore edile ad utilizzare massicciamente l'elettromagnete come elemento di chiusura elettrico. Oggi viene utilizzato in svariati modi a seconda delle dimensioni, degli utilizzi, dei profili e del tipo di porta. Associato ad un sensore ad effetto Hall, il campo magnetico sviluppato dall'elettromagnete dà un segnale di stato dell'anta che lo rende particolarmente idoneo nel settore del controllo degli accessi.
La maggior parte degli elettromagneti di questo tipo sono costituiti da materiali isoperm.